# Riverside (Maryland)
Riverside és una concentració de població designada pel cens dels Estats Units a l'estat de Maryland. Segons el cens del 2000 tenia 6.128 habitants.

## Demografia
Segons el cens del 2000, Riverside tenia 6.128 habitants, 2.322 habitatges, i 1.569 famílies. La densitat de població era de 981,8 habitants per km².
Dels 2.322 habitatges en un 40,9% hi vivien nens de menys de 18 anys, en un 53,9% hi vivien parelles casades, en un 10,4% dones solteres, i en un 32,4% no eren unitats familiars. En el 24,1% dels habitatges hi vivien persones soles el 2,3% de les quals corresponia a persones de 65 anys o més que vivien soles. El nombre mitjà de persones vivint en cada habitatge era de 2,59 i el nombre mitjà de persones que vivien en cada família era de 3,12.
Per edats la població es repartia de la següent manera: un 29% tenia menys de 18 anys, un 6,9% entre 18 i 24, un 43,9% entre 25 i 44, un 15,5% de 45 a 60 i un 4,7% 65 anys o més.
L'edat mediana era de 31 anys. Per cada 100 dones de 18 o més anys hi havia 89,5 homes.
La renda mediana per habitatge era de 57.641 $ i la renda mediana per família de 60.088 $. Els homes tenien una renda mediana de 40.750 $ mentre que les dones 31.600 $. La renda per capita de la població era de 23.158 $. Entorn de l'1,6% de les famílies i el 3,3% de la població estaven per davall del llindar de pobresa.

## Poblacions més properes
El següent diagrama mostra les poblacions més properes.